# ستاريتسا
ستاريتسا (بالروسية: Старица) هي إحدى مدن روسيا في الكيان الفدرالي الروسي تفير أوبلاست.

## أعلام
- ايوف